# I lunghi giorni delle aquile
I lunghi giorni delle aquile (Battle of Britain) è un film del 1969 diretto da Guy Hamilton.
Classico film di guerra interpretato da sir Laurence Olivier, Trevor Howard, Michael Caine, Robert Shaw e Curd Jürgens.

## Trama
1940, seconda guerra mondiale: dopo la caduta della Francia il comandante tedesco Hermann Göring, feldmaresciallo della Luftwaffe, invia 2 500 aerei sulla Gran Bretagna: inizia la storica battaglia d'Inghilterra.

## Produzione
- Il titolo originale, Battle of Britain, non è stato tradotto letteralmente nella versione italiana in quanto nello stesso anno uscì un film diretto da Enzo G. Castellari intitolato proprio La battaglia d'Inghilterra.
- Le scene aeree costarono 12 milioni di dollari.
- Decine di vecchi aerei da guerra furono rimessi in condizioni di volo appositamente per le riprese: non solo Spitfire e Hurricane, recuperati con l'aiuto della RAF, ma anche diversi Junkers Ju 52, Heinkel He 111 e Messerschmitt Bf 109 costruiti su licenza in Spagna (rispettivamente CASA 352, CASA 2.111 e Hispano Aviación HA-1112). Come piattaforma per le riprese fu invece utilizzato un B-25 Mitchell. Lo straordinario assembramento di aeroplani fu conteggiato come trentacinquesima aviazione militare più grande del mondo.
- Molti piloti veterani che avevano partecipato in prima persona alla vera Battaglia d'Inghilterra fecero da consulenti storici per il film: fra questi Adolf Galland, Robert Stanford Tuck e Peter Townsend. Anche molte comparse utilizzate nelle scene dei bombardamenti su Londra erano superstiti del Blitz. Galland stesso è rappresentato nel film, nella figura del Maggiore Falke, interpretato da Manfred Reddemann. Quando Göring chiede ai suoi ufficiali di cosa avessero bisogno per vincere la battaglia d'Inghilterra, Falke gli risponde di dargli una squadriglia di Spitfire; nella realtà era stato appunto Galland a dare quella risposta.
- Una delle prime scene, che rappresenta la spiaggia di Dunkerque, è stata girata a Huelva (Spagna) dove, nella realtà storica, lo spionaggio inglese mise in atto l'Operazione Mincemeat. Questa è stata rappresentata da un altro film di guerra, che si intitola L'uomo che non è mai esistito (1956).
- Le scene ambientate al RAF Fighter Command di Bentley Priory sono state girate in quella stessa base militare utilizzando persino l'ufficio di Hugh Dowding con i mobili originali.

## Aeroplani tedeschi
Gli He 111 e i Bf 109 "spagnoli" non erano equipaggiati delle loro unità motrici originali (rispettivamente Junkers Jumo 211 e Daimler-Benz DB-601), ma dal loro un tempo "nemico" Rolls-Royce Merlin; pertanto la loro linea, in corrispondenza del castello motore, risultava sensibilmente alterata.